# Robert Steuart
Robert Steuart (1806 - 15 juillet 1843)  est un homme politique britannique whig .

## Biographie
Né en 1806 et baptisé le 9 juillet de la même année, Steuart est le premier fils de Robert Steuart d'Alderston et de Louisa Clementina. Il fait ses études au Brasenose College d'Oxford à partir de 1824 et, en 1827, épouse Maria, fille de Samuel Dalrymple de Nunraw et North Berwick. Ils ont trois enfants, un fils et deux filles, dont Robert Dalrymple Steuart (1836-1864) .
Avant sa carrière parlementaire, Steuart devient commissaire aux approvisionnements du Haddingtonshire, rassemblant le soutien des réformateurs locaux et du ministère Grey lors de réunions de masse à l'hiver 1830/31. Il sonde les conseils de Jedburgh et Haddington, et déclare qu'il se présenterait aux élections à Haddington Burghs aux élections générales de 1831, au cours desquelles il y a des protestations, des émeutes et l'enlèvement du bailli de Lauder. Une pétition électorale est déposée et aboutit finalement à l'invalidation de Steuart, et à la réélection du conservateur Adolphus Dalrymple. Au cours de ce court mandat au parlement, Steuart vote pour la deuxième lecture du projet de loi de réforme anglais réintroduit .
Prônant le scrutin, l'état civil et la réforme de l'église, il est réélu pour le siège au 1832. Sa réputation l'amène à devenir Lord Commissaire au Trésor sous Lord Melbourne, mais démissionne de ses fonctions en 1841 après avoir échoué à obtenir le poste de Secrétaire en chef pour l'Irlande. Dépendant du soutien du gouvernement, il occupe le siège jusqu'à sa défaite face à James Maitland Balfour en 1841 ,.
Peu de temps après, il accepte un poste de chargé d'affaires et consul général en Colombie, où il meurt d'une fièvre en 1843 .